# Fussballclub Aarau 1902 2001-2002
Questa voce raccoglie le informazioni riguardanti il Fussballclub Aarau 1902 nelle competizioni ufficiali della stagione 2001-2002.

## Stagione
Nella stagione 2001-2002 l'Aarau, allenato da Rolf Fringer, concluse il campionato di Lega Nazionale A al 9º posto. L'Aarau concluse il torneo di promozione/relegazione al 5º posto.

## Rosa
| N. |                     | Ruolo | Calciatore         |
| -- | ------------------- | ----- | ------------------ |
| 2  | Svizzera (bandiera) | D     | Flavio Schmid      |
| 3  | Italia (bandiera)   | D     | Davide Moretto     |
| 6  | Svizzera (bandiera) | D     | Frédéric Page      |
| 15 | Egitto (bandiera)   | C     | Mohamed Gouda      |
| 17 | Svizzera (bandiera) | A     | Patrick de Napoli  |
| 1  | Svizzera (bandiera) | P     | Ivan Benito        |
| 18 | Svizzera (bandiera) | P     | Alex Kollbrunner   |
| 30 | Italia (bandiera)   | P     | Federico Valente   |
| 4  | Svizzera (bandiera) | D     | Mario Eggimann     |
| 2  | Brasile (bandiera)  | D     | Gelson Ventura     |
| 7  | Italia (bandiera)   | C     | Roberto Baldassari |
| 26 | Svizzera (bandiera) | C     | David Degen        |
| 3  | Svizzera (bandiera) | C     | Marc Fiechter      |

| N. |                     | Ruolo | Calciatore          |
| -- | ------------------- | ----- | ------------------- |
| 19 | Svizzera (bandiera) | C     | Roman Friedli       |
| 28 | Svizzera (bandiera) | C     | Sven Lüscher        |
| 10 | Svizzera (bandiera) | C     | Elvir Melunovic     |
| 22 | Svizzera (bandiera) | C     | Carmine Pascariello |
| 8  | Svizzera (bandiera) | C     | Ivan Previtali      |
| 21 | Svizzera (bandiera) | C     | Manuel Schenker     |
| 29 | Polonia (bandiera)  | C     | Dariusz Skrzypczak  |
| 14 | Svizzera (bandiera) | C     | Daniel Tarone       |
| 23 | Germania (bandiera) | C     | Daniel Wolf         |
| 12 | Brasile (bandiera)  | A     | Gil                 |
| 11 | Georgia (bandiera)  | A     | Levan Khomeriki     |
| 16 | Spagna (bandiera)   | A     | Manuel Calvo        |
| 9  | Nigeria (bandiera)  | A     | Christian Okpala    |

## Organigramma societario
Area tecnica
- Allenatore:
- Allenatore in seconda:
- Preparatore dei portieri:
- Preparatori atletici:

## Calciomercato

### Sessione estiva
| Acquisti | Acquisti | Acquisti | Acquisti |
| R.       | Nome     | da       | Modalità |
| -------- | -------- | -------- | -------- |

| Cessioni | Cessioni | Cessioni | Cessioni |
| R.       | Nome     | a        | Modalità |
| -------- | -------- | -------- | -------- |

### Sessione invernale
| Acquisti | Acquisti | Acquisti | Acquisti |
| R.       | Nome     | da       | Modalità |
| -------- | -------- | -------- | -------- |

| Cessioni | Cessioni | Cessioni | Cessioni |
| R.       | Nome     | a        | Modalità |
| -------- | -------- | -------- | -------- |

## Risultati

### Lega Nazionale A

#### andata
| Arbitro: | Wildhaber |

|         |           |  |
| Diop 3’ | Marcatori |  |

| Arbitro: | Busacca |

|                                |           |                         |
| Gil 20’ (rig.) Tarone 23’, 51’ | Marcatori | 17’ Koch 53’ Wiederkehr |

| Arbitro: | Schluchter |

|  |           |            |
|  | Marcatori | 64’ Tarone |

| Arbitro: | Nobs |

|              |           |           |
| Schenker 67’ | Marcatori | 87’ Oruma |

| Arbitro: | Schoch |

|              |           |              |
| Colacino 62’ | Marcatori | 76’ Schenker |

| Arbitro: | Leuba |

|                 |           |                                            |
| Okpala 87’, 89’ | Marcatori | 31’ Kavelashvili 46’ Jamarauli 48’ Chassot |

| Arbitro: | Rogalla |

|  |           |                           |
|  | Marcatori | 7’ Page 31’ Gil 39’ Gygax |

| Arbitro: | Busacca |

|            |           |                    |
| Okpala 55’ | Marcatori | 69’ (rig.) Kreuzer |

| Neuchâtel 25 agosto 2001, ore 19:30 CEST 9ª giornata | Neuchâtel Xamax | 0 – 0 referto | Aarau | La Maladière (6 400 spett.)\| Arbitro: \| Schmid \| |
| Arbitro:                                             | Schmid          |               |       |                                                     |

| Arbitro: | Rutz |

|                        |           |            |
| Tikva 29’ Sermeter 81’ | Marcatori | 90’ Okpala |

| Arbitro: | Schluchter |

|                           |           |           |
| Okpala 14’, 22’ Gygax 90’ | Marcatori | 23’ Rossi |

#### ritorno
| Arbitro: | Lehner |

|                   |           |  |
| Wojciechowski 90’ | Marcatori |  |

| Arbitro: | Bertolini |

|                          |           |               |
| Monteiro 16’ Alcorsé 86’ | Marcatori | 51’ Melunovic |

| Arbitro: | Etter |

|                    |           |                     |
| Okpala 44’ Gil 63’ | Marcatori | 4’ Vernaz 45’ Deumi |

| Arbitro: | Beck |

|                                     |           |                                      |
| Frei 18’ (rig.) Wolf 39’ Lonfat 57’ | Marcatori | 13’ Gygax 25’ de Napoli 87’ Eggimann |

| Arbitro: | Rogalla |

|  |           |                     |
|  | Marcatori | 58’ (aut.) Eggimann |

| Arbitro: | Schoch |

|           |           |  |
| Magro 29’ | Marcatori |  |

| Arbitro: | Nobs |

|                 |           |  |
| Tarone 30’, 63’ | Marcatori |  |

| Arbitro: | Rutz |

|                   |           |  |
| Koumantarakis 51’ | Marcatori |  |

| Arbitro: | Busacca |

|            |           |                               |
| Okpala 55’ | Marcatori | 51’ Mangane 89’ Tachie-Mensah |

| Arbitro: | Leuba |

|                    |           |  |
| Tarone 42’ Gil 87’ | Marcatori |  |

| Arbitro: | Rogalla |

|                    |           |  |
| Bastida 47’ (rig.) | Marcatori |  |

### Torneo di promozione/relegazione

#### andata
| Arbitro: | Beck |

|                                 |           |               |
| Tachie-Mensah 27’, 35’ Simo 65’ | Marcatori | 71’ Previtali |

| Arbitro: | Petignat |

|                       |           |  |
| Page 2’ de Napoli 86’ | Marcatori |  |

| Arbitro: | Schoch |

|                          |           |                      |
| Ramsauer 31’ Cerrone 34’ | Marcatori | 7’ Page 70’ Eggimann |

| Arbitro: | Circhetta |

|                         |           |         |
| Gil 37’ (rig.) Page 85’ | Marcatori | 44’ Piu |

| Arbitro: | Wildhaber |

|                                |           |                    |
| Pavlovic 8’ Gambino 62’ (rig.) | Marcatori | 20’ Gil 36’ Okpala |

| Arbitro: | Etter |

|              |           |                                |
| Fiechter 71’ | Marcatori | 11’ Parnela 30’ Rama 69’ Moser |

| Arbitro: | Schmid |

|  |           |                             |
|  | Marcatori | 15’, 72’ Leandro 86’ Zambaz |

#### ritorno
| Arbitro: | Nobs |

|  |           |            |
|  | Marcatori | 39’ Tarone |

| Arbitro: | Rogalla |

|  |           |               |
|  | Marcatori | 42’ de Napoli |

| Arbitro: | Bertolini |

|  |           |           |
|  | Marcatori | 53’ Bamba |

| Arbitro: | Schoch |

|                  |           |                          |
| Gian 28’ Piu 51’ | Marcatori | 71’ Khomeriki 90’ Benito |

| Arbitro: | Busacca |

|                                     |           |  |
| Khomeriki 59’ Tarone 80’ Okpala 90’ | Marcatori |  |

| Arbitro: | Rutz |

|                                    |           |               |
| Casasnovas 33’ Heiniger 87’ (rig.) | Marcatori | 55’ de Napoli |

| Arbitro: | Beck |

|                            |           |             |
| Gil 22’ (rig.) Ventura 80’ | Marcatori | 86’ Chassot |

## Statistiche

### Statistiche di squadra
| Competizione                     | Punti | In casa | In casa | In casa | In casa | In casa | In casa | In trasferta | In trasferta | In trasferta | In trasferta | In trasferta | In trasferta | Totale | Totale | Totale | Totale | Totale | Totale | DR |
| Competizione                     | Punti | G       | V       | N       | P       | Gf      | Gs      | G            | V            | N            | P            | Gf           | Gs           | G      | V      | N      | P      | Gf     | Gs     | DR |
| -------------------------------- | ----- | ------- | ------- | ------- | ------- | ------- | ------- | ------------ | ------------ | ------------ | ------------ | ------------ | ------------ | ------ | ------ | ------ | ------ | ------ | ------ | -- |
| Lega Nazionale A                 | 27    | 11      | 5       | 3       | 3       | 18      | 13      | 11           | 2            | 3            | 6            | 10           | 12           | 22     | 7      | 6      | 9      | 28     | 25     | +3 |
| Torneo di promozione/relegazione | -     | 7       | 4       | 0       | 3       | 10      | 9       | 7            | 2            | 3            | 2            | 10           | 11           | 14     | 6      | 3      | 5      | 20     | 20     | 0  |
| Totale                           | 27    | 18      | 9       | 3       | 6       | 28      | 22      | 18           | 4            | 6            | 8            | 20           | 23           | 36     | 13     | 9      | 14     | 48     | 45     | +3 |

### Andamento in campionato
| Giornata  | 1 | 2 | 3 | 4 | 5 | 6 | 7 | 8 | 9 | 10 | 11 | 12 | 13 | 14 | 15 | 16 | 17 | 18 | 19 | 20 | 21 | 22 |
| --------- | - | - | - | - | - | - | - | - | - | -- | -- | -- | -- | -- | -- | -- | -- | -- | -- | -- | -- | -- |
| Luogo     | T | C | T | C | T | C | T | C | T | T  | C  | C  | T  | C  | T  | C  | T  | C  | T  | C  | C  | T  |
| Risultato | P | V | V | N | N | P | V | N | N | P  | V  | V  | P  | N  | N  | P  | P  | V  | P  | P  | V  | P  |
| Posizione | 9 | 6 | 3 | 5 | 4 | 7 | 6 | 5 | 8 | 9  | 9  | 4  | 7  | 7  | 8  | 8  | 9  | 9  | 9  | 10 | 8  | 9  |

Legenda:

Luogo: C = Casa; T = Trasferta. Risultato: V = Vittoria; N = Pareggio; P = Sconfitta.

### Statistiche dei giocatori
| R. Baldassari    | 12 | 0 | 0 | 0 |
| I. Benito        | 19 | 0 | 0 | 0 |
| M. Calvo         | 5  | 0 | 0 | 0 |
| C. Cassiano      | 0  | 0 | 0 | 0 |
| D. Degen         | 0  | 0 | 0 | 0 |
| M. Eggimann      | 21 | 1 | 4 | 0 |
| M. Fiechter      | 1  | 0 | 1 | 0 |
| R. Friedli       | 21 | 0 | 4 | 0 |
| G. Gil           | 15 | 4 | 3 | 1 |
| M. Gouda         | 0  | 0 | 0 | 0 |
| D. Gygax         | 21 | 3 | 1 | 0 |
| D. Joller        | 16 | 0 | 2 | 0 |
| L. Khomeriki     | 2  | 0 | 0 | 0 |
| A. Kollbrunner   | 4  | 0 | 0 | 0 |
| S. Lüscher       | 1  | 0 | 0 | 0 |
| E. Melunovic     | 18 | 1 | 4 | 0 |
| D. Moretto       | 0  | 0 | 0 | 0 |
| C. Okpala        | 19 | 8 | 4 | 0 |
| F. Page          | 20 | 1 | 2 | 0 |
| C. Pascariello   | 0  | 0 | 0 | 0 |
| M. Pavličević    | 0  | 0 | 0 | 0 |
| I. Previtali     | 0  | 0 | 0 | 0 |
| M. Schenker      | 10 | 2 | 1 | 0 |
| F. Schmid        | 10 | 0 | 2 | 0 |
| D. Skrzypczak    | 21 | 0 | 6 | 1 |
| D. Tarone        | 18 | 6 | 2 | 1 |
| F. Valente       | 0  | 0 | 0 | 0 |
| G. Ventura       | 14 | 0 | 3 | 0 |
| S. Wojciechowski | 15 | 1 | 3 | 0 |
| D. Wolf          | 4  | 0 | 0 | 0 |
| P. de Napoli     | 20 | 1 | 7 | 0 |